# Hawkedon
Hawkedon is een civil parish in het bestuurlijke gebied St Edmundsbury, in het Engelse graafschap Suffolk met 120 inwoners.